# Jahve
Jahve [jahwé], i svenskan ofta uttalat [javé], är en tentativ vokalisering av hebreiskans JHVH (Tetragrammaton, יהוה), det vill säga den abrahamitiska gudens namn Gud i Gamla testamentet. Denna vokalisering lanserades av Wilhelm Gesenius, och anses trolig av många forskare. Egennamnet kan härledas till det hebreiska verbet hāyāh, "att vara" med subjekt i tredje person maskulinum singularis, vilket är "han är", "han som är" eller "[han,] den som är". Det gör att Guds egennamn på vissa ställen i Bibeln översätts "jag är".
Guds namn förekommer 6828 gånger i den hebreiska texten (första gången i 1 Moseboken 2:4) med de fyra ovanstående bokstäver som kallas tetragrammaton eller tetragrammet (av grekiskans tetra-, "fyra", och gramma, "bokstav"). Det har länge varit tradition att byta ut Guds egennamn mot olika titlar, till exempel "Gud", "Herren" eller "Adonaj". Namnet översätts i Bibel 2000 med "Herren" och man kan därför inte i denna översättning avgöra när ordet Jahve används eller när bara ordet "Herre" används, till skillnad från Svenska Folkbibeln och 1917 års översättning där Jahve i många fall översätts ”HERREN".

## Uttal
Det exakta uttalet av tetragrammaton är inte känt. I den grekiska Septuaginta som används idag, den syriska Peshitta och den latinska Vulgata används oftast titlar i stället för namnet.
Det finns en handskrift i Sankt Petersburg, Ryssland, Codex Leningradensis B 19A, där tetragrammet är försett med vokaltecken så att uttalet blir Jewah, Jehwih, med betoning på a respektive i. Denna handskrift används som huvudtext i Biblia Hebraica Stuttgartensia (BHS). I Ginsburgs hebreiska textutgåva anger vokaltecknen uttalet Jehowah med betoning på a. Ett uttal som många översättare dock föredrar är Jahve, Jahwe eller Yahwe. Jehova bevarar de fyra konsonanterna i många av världens språk, till exempel engelska: "Jehovah" med betoning på o. På svenska uttalas namnet Jahve med betoning på sista stavelsen, -e.

## Ersättningar i översättningar
I Septuaginta översätts namnet med kyrios, i Vulgatan med Dominus, och i den syriska Peshittaöversättningen med Marja.
William Tyndale beslöt sig för att använda Guds egennamn i sin översättning av Bibelns fem första böcker (1530). Han använde formen "Iehouah" på följande ställen: 1 Moseboken 15:2; 2 Moseboken 6:3; 15:3; 17:16; 23:17; 33:19; 34:23. I 5 Moseboken 3:24 användes formen "Iehoua". Enligt honom var detta Guds namn, "och varje gång man ser HERREN med stora bokstäver (frånsett att det kan vara ett tryckfel) är det Iehovah på hebreiska." I King James Version (1611) förekommer Guds namn fyra gånger: 2 Moseboken 6:3; Psalm 83:18; Jesaja 12:2 och 26:4.

## Gestalten Jahve
Jahve var ursprungligen en åsk- och stormgud som redan under förhistorisk tid tycks ha konkurrerat ut andra gudar som dyrkades vid sidan av honom. Denne gud, som under de israelitiska stammarnas vandringar visat sig som en pålitlig skyddsgud och segrande krigsgud, ställdes högt över de övriga gudomsväsendena, de så kallade Elohim. Traditionen låter Jahves överhöghet kulminera i ett förbund mellan honom och Moses vid Sinai, en helig plats som ursprungligen kan ha varit helgad åt en helt annan gudomlighet (månguden). Detta förbund innebar också ett stärkande av samhörighetskänslan mellan de förenade stammarna som tågade mot Kanaan.
Ett nytt moment i utvecklingen av föreställningen om Jahve inträder sedan israeliterna blivit bofasta. Den gamle ökenguden fick nu nya medtävlare i de hos kananéerna förekommande gudomligheterna, som förmodligen ursprungligen var utrustade med babyloniska attribut, framför allt Baalerna och Astarterna. Men även ur striden med dessa gick Jahve som segrare. Visserligen övergick en del av de kananeiska gudarnas egenskaper på den israelitiska gudomligheten, men detta bidrog bara till att höja Jahves makt och glans. I och med den fasta bosättningen, som förde med sig inrättandet av särskilda platser för gudomlig dyrkan, blev den israelitiske nationalgudens förhärskande ställning ännu strängare genomförd. De kananeiska gudomligheternas forna offerplatser fick avträdas till honom, kananéernas högtider och fester hölls numera till hans ära. Striderna med filistéerna åtföljdes av samma gynnsamma resultat för Jahvekulten. Till och med faran att den ende guden skulle splittras i flera likaberättigade lokalgudar, alltefter de olika kultcentra, undgicks till följd av en allt starkare framträdande tendens till henoteism inför vilken de forna naturgudomligheterna fullkomligt förbleknade och alla främmande religiösa former blev trängda i bakgrunden.
Föreställningar om gestalten Jahve har utvecklats från att ha varit bronsålderspolyteistiska av gängse västsemitiskt slag, via henoteism (under 700-, 600- och 500-talet i allt vidare kretsar) och monoteism (från och med 530-talet) till filosofiskt sofistikerade system från och med senantiken: Under medeltiden exemplifierade med sådana trosföreställningar som omfattades av Maimonides eller Thomas av Aquino.

### Äldsta förekomst av Jahve-dyrkan
Arkeologiska fynd på Sinaihalvön innehåller namnformen JHV, förmodligen en rot till eller en parallellutveckling av namnet JHVH. JHV, i denna mening, var en bland flera gudomar i den syrisk-feniciska religionen.

### Gudsföreställningar i den hebreiska bibeln
I den Hebreiska bibeln spelar Jahve rollen som skapare, laggivare, upprätthållare av ordning och absoluta auktoritet. I äldre delar uppfattas han henoteistiskt, i yngre delar (som utgör majoriteten av skriftsamlingen) uppfattas han vara den enda monoteistiska gudomen. Till skillnad från "den högste guden" i många andra religioner tar Jahve aktiv del i sin skapelse: Han ingriper gärna i skeendena på jorden men medger ändå människorna stor handlingsfrihet och fri vilja. Han försöker vägleda människorna genom sina profeter.
Enligt hebreisk tradition skapade Jahve människan efter sig själv som förebild och då israeliterna traditionellt beskrivit sig som ett nyckfullt och upproriskt folk beskrivs även Javhe som en mångbottnad fadersgestalt med mänskliga drag: Han kräver total underkastelse och kan drabbas av raseriutbrott vid försumlighet men han är också mottaglig för uppmärksamhet och förlåter dem han älskar. Ibland beskrivs han som svartsjuk, även översatt "nitälskande".